# 亀井健三
亀井 健三 （かめい けんぞう、1918年10月8日 - 2002年12月24日）は、日本の教育者､科学書翻訳家､ちぎり絵作家。元がんぴ舎役員。

## 経歴
鳥取県米子町（現米子市）に生まれる。父かた母かたとも米子在住の町人の家系。生家は砂糖､乾物等を商っていた。1941年東北大学法文学部哲学科卒業。ハルピン学院に留学し、1946年帰国する。高校教員をするかたわらソ連科学文献10数編を翻訳紹介。1975年高校教員を辞職。たたら書房代表取締役を経て、ちぎり絵普及に専念する。全国和紙ちぎり絵サークル主宰､1986年モスクワ日本産業展でちぎり絵を実演。
ゆかりの地として、西伯郡米子町、神戸市、仙台市、茨城県、中国（満州）、島根県各地、米子市がある

## 著作
- 吉岡金市、龜井健三『旱魃の克服 : 新しい農業科學の前進』三一書房、1952年。
- 亀井健三『巣まき造林法 : ソヴィエトの林業技術』日本林業技術協会〈林業解説シリーズ 68〉、1954年。
- 亀井健三『巣まきのはなし : その理論と実際』理論社〈農業の科学シリーズ〉、1956年。
- 亀井健三『和紙で描く : ちぎり絵の制作』たたら書房、1976年。
- 亀井健三『和紙ちぎり絵講義 : 絵画への出発』がんぴ舎、1986年。

## 翻訳
亀井健三は、科学書の翻訳をしていた。発表の場は、新科学文献刊行会の出版物であった。同刊行会は、やがて「たたら書房」となり、亀井の活動の場になった。
- 吉岡金市 編、亀井健三 訳『農業生物学と農業技術 : ルイセンコ・自然淘汰と種内競争』理論社、1953年。
- エム・イ・メリコフほか 著、亀井健三 訳『生物学の教え方 : ミチューリン学説を基礎とした小・中学校生物学学習指導の手引』理論社〈生物学基礎教育体系 5〉、1955年。
- ヴェ・プロコフィエフ 著、亀井健三 訳『ソヴィエト科学思想史』法律文化社〈新文化選書〉、1955年。
- ゲ・プラトノフ 著、亀井健三 訳『チミリャーゼフ : ソビエト・ダーウィニムズの創始者』三一書房、1957年。
- 亀井健三、倉田貞 訳 編『新しい耕作法 : マリツェフ農法』理論社〈農業の科学シリーズ〉、1958年。
- エン・イ・フェイギンソン 著、亀井健三 訳『遺伝学の根本問題 : モスクワ大学教科書』たたら書房、1962年。
- 朱洗 ほか 著、杉本行夫、亀井健三 共 訳『動物の多交配と遺伝性 : カイコの混精交雑法に関する研究』亀井健三 出版、1963年。
- K. A. チミリャーゼフ 著、横田伊作、亀井健三 共 訳『進化論綱要』新科学文献刊行会、1964年。
- ゲ・ヴェ・ニコルスキー 著、亀井健三 訳『魚類生態学』新科学文献刊行会、1964年。
- オパーリン、プラトーノフ ほか 著、高橋清、河辺広男、亀井健三 共 訳『生物界の弁証法』新科学文献刊行会、1965年。
- チミリャーゼフ 著、石井友幸、北原寿子、亀井健三 共 訳『植物の生活』たたら書房、1967年。
- ゲ・ア・ババジャニャン 著、亀井健三 訳『植物の異種類授粉』たたら書房、1968年。
- ベ・イエ・ライコフ 著、亀井健三 訳『ロシヤダーウィニズムの先駆者たち』たたら書房、1969年。
- カ・ベ・スヴェチン 著、亀井健三 訳『家畜の個体発育』たたら書房、1969年。
- MIC 編『亀井健三作品集』がんぴ舎〈紙苑 : ちぎり絵作品 第15集〉、1999年。

## 家族
- 妻　芳子（鳥取県士族村川家出身）
- 長男　哲治郎[2][4]